# 1re étape du Tour d'Espagne 2014
Pour un article plus général, voir Tour d'Espagne 2014.
La 1re étape du Tour d'Espagne 2014 s'est déroulée le samedi 23 août 2014, à Jerez de la Frontera sous la forme d'un contre-la-montre par équipes d'une distance de 12,6 km. C'est la formation espagnole Movistar qui remporte l'étape devant l'équipe italienne Cannondale et l'australienne Orica-GreenEDGE.
L'Espagnol Jonathan Castroviejo, premier de son équipe à avoir franchi la ligne d'arrivée, s'empare du maillot rouge de leader du classement général. Il devance ses équipiers, l'Espagnol Alejandro Valverde et le Costaricain Andrey Amador, qui complètent le podium à l'issue de cette première étape.

## Résultats

### Classement de l'étape
|    | Équipe                  | Pays       |    | Temps       |
| -- | ----------------------- | ---------- | -- | ----------- |
| 1  | Movistar                | Espagne    | en | 14 min 13 s |
| 2  | Cannondale              | Italie     | +  | 6 s         |
| 3  | Orica-GreenEDGE         | Australie  |    | 6 s         |
| 4  | Trek Factory Racing     | États-Unis |    | 9 s         |
| 5  | Omega Pharma-Quick Step | Belgique   |    | 11 s        |
| 6  | Giant-Shimano           | Pays-Bas   |    | 16 s        |
| 7  | Tinkoff-Saxo            | Russie     |    | 19 s        |
| 8  | Belkin                  | Pays-Bas   |    | 19 s        |
| 9  | BMC Racing              | États-Unis |    | 21 s        |
| 10 | Lampre-Merida           | Italie     |    | 25 s        |

### Classement intermédiaire (km 6)
|    | Équipe                  | Pays       |    | Temps      |
| -- | ----------------------- | ---------- | -- | ---------- |
| 1  | Cannondale              | Italie     | en | 6 min 59 s |
| 2  | Movistar                | Espagne    | +  | 5 s        |
| 3  | Trek Factory Racing     | États-Unis |    | 6 s        |
| 4  | Orica-GreenEDGE         | Australie  |    | 7 s        |
| 5  | Omega Pharma-Quick Step | Belgique   |    | 7 s        |
| 6  | Giant-Shimano           | Pays-Bas   |    | 8 s        |
| 7  | Belkin                  | Pays-Bas   |    | 8 s        |
| 8  | Tinkoff-Saxo            | Russie     |    | 12 s       |
| 9  | BMC Racing              | États-Unis |    | 15 s       |
| 10 | Astana                  | Kazakhstan |    | 15 s       |

## Classements à l'issue de l'étape

### Classement général
|    | Cycliste             | Pays       | Équipe     |    | Temps       |
| -- | -------------------- | ---------- | ---------- | -- | ----------- |
| 1  | Jonathan Castroviejo | Espagne    | Movistar   | en | 14 min 13 s |
| 2  | Alejandro Valverde   | Espagne    | Movistar   | +  | 0 s         |
| 3  | Andrey Amador        | Costa Rica | Movistar   |    | 0 s         |
| 4  | Imanol Erviti        | Espagne    | Movistar   |    | 0 s         |
| 5  | Javier Moreno        | Espagne    | Movistar   |    | 0 s         |
| 6  | Nairo Quintana       | Colombie   | Movistar   |    | 0 s         |
| 7  | Gorka Izagirre       | Espagne    | Movistar   |    | 0 s         |
| 8  | Adriano Malori       | Italie     | Movistar   |    | 4 s         |
| 9  | José Herrada         | Espagne    | Movistar   |    | 6 s         |
| 10 | Damiano Caruso       | Italie     | Cannondale |    | 6 s         |

### Classement par points
Non décerné.

### Classement du meilleur grimpeur
Non décerné.

### Classement du combiné
Non décerné.

### Classements par équipes
|   | Équipe          | Pays      |    | Temps       |
| - | --------------- | --------- | -- | ----------- |
| 1 | Movistar        | Espagne   | en | 14 min 13 s |
| 2 | Cannondale      | Italie    | +  | 6 s         |
| 3 | Orica-GreenEDGE | Australie |    | 6 s         |

## Abandon
Aucun.